# Yunier Dorticos
Yuniel Dorticós Pao (ur. 11 marca 1986 w Hawanie) – kubański bokser, były mistrz świata WBA Super i IBF w wadze junior ciężkiej.

## Kariera amatorska
Trzykrotnie zajmował drugie miejsce na amatorskich mistrzostwach Kuby (2005-2007), za każdym razem w finale przegrywając z Yusielem Napoleosem. W 2008 roku na krajowym turnieju zajął miejsce trzecie.
Mistrzostwa świata 2005 w Moskwie
Brał udział w amatorskich mistrzostwach świata w Moskwie, na których wygrał dwie walki. Rywalizował w kategorii półciężkiej.
- pokonał Elnura Kadyrowa (Azerbejdżan) RSC – 3
- pokonał Ovidiu Czereczesa (Rumunia) RSC – 2
- przegrał z Jerdosem Żanabergenowem (Kazachstan) RSC – 2

Na ringach amatorskich walczył od 2004 roku i stoczył 257 walk.

## Kariera zawodowa
W 2009 roku zbiegł z Kuby i rozpoczął zawodową karierę w Stanach Zjednoczonych. Do grudnia 2015 roku stoczył dwadzieścia pojedynków – wszystkie wygrał, a w tym aż dziewiętnaście przed czasem.
. Dzięki temu w maju 2016 roku dostał szansę walki z Youri Kalengą o tytuł tymczasowego mistrza świata federacji WBA. Dorticos wygrał tę walkę przez TKO w 10 rundzie.

23 września 2017 r. w Alamodome, San Antonio, w stanie Texas (USA).

### TurniejWorld Boxing Super Series
23 września 2017 w San Antonio w drugim ćwierćfinale turnieju, Dorticos pokonał w drugiej rundzie Dimitrija Kudriaszowa (21-2, 21 KO), broniąc tytułu tymczasowego mistrza świata federacji WBA) i awansował do półfinału turnieju.
1 lutego 2018, Denis Lebiediew (30-2, 22 KO) pozostac nieaktywny od lipca ubiegłego roku. Dlatego włodarze federacji zadecydowali przyznać mu status "mistrza w zawieszeniu", zaś swoim nowym "super czempionem" mianować Dorticosa.
3 lutego 2018 w Soczi drugi półfinał turnieju. W unifikacyjnej walce (WBA/IBF), przegrał przez techniczny nokaut w dwunastej rundzie z Rosjaninem Muratem Gasijewem (26-0, 19 KO). Tracąc w tytuł mistrza świata WBA.
20 października 2018 w Orlando w drugiej edycji turnieju World Boxing Super Series w ćwierćfinale, wygrał jednogłośnie na punkty 115-113, 116-112, 115-113 z Mateuszem Masternakiem.
15 czerwca 2019 w Rydze w półfinale drugiej edycji turnieju World Boxing Super Series znokautował w dziesiątej rundzie Amerykanina Andrew Tabitiego (17-1, 13 KO). Tym samym zdobył wakujący tytuł mistrza świata federacji IBF w wadze junior ciężkiej.
26 września 2020 roku w Monachium w wielkim finale drugiej edycji turnieju World Boxing Super Series przegrał niejednogłośnie na punkty (114-114, 111-117, 111-117) z Mairisem Briedisem (27-1, 19 KO), tracąc pas mistrza świata federacji IBF w wadze junior ciężkiej.